# Tympanogaster atroargenta
Tympanogaster atroargenta är en skalbaggsart som beskrevs av Perkins 2006. Tympanogaster atroargenta ingår i släktet Tympanogaster och familjen vattenbrynsbaggar. Inga underarter finns listade i Catalogue of Life.